# Botpalád
Botpalád község Szabolcs-Szatmár-Bereg vármegyében, a Fehérgyarmati járásban.

## Fekvése
A vármegye keleti részén, a Túr jobb parti oldalán, a folyó és az ukrán határ közt fekszik; központja az országhatártól alig 5 kilométerre helyezkedik el.
Szomszédai: észak felől Tiszabecs, észak-északkelet felől Uszka, északkelet felől Magosliget, kelet felől Kispalád, délkelet felől Kishódos, nyugat és északnyugat felől pedig Sonkád.
A környező fontosabb települések közül Tiszabecs 12, Kölcse 10, Sonkád pedig 6 kilométer távolságra található. A járás székhelyétől, Fehérgyarmattól a távolsága mintegy 27 kilométer, a megyeszékhely Nyíregyháza pedig 110 kilométerre fekszik.

### Megközelítése
A településen végighalad, nagyjából északnyugat-délkeleti irányban a 4139-es út, közúton csak ezen érhető el a két végponti település, Sonkád és Kispalád felől is. Határszélét északon, egy szakaszon érinti a 4143-as út is, belterületének nyugati részébe pedig a 41 131-es számú mellékút vezet.
Vasútvonal az egész térséget nem érinti, a legközelebbi vasúti csatlakozási pontok Zajta vasútállomás, Rozsály megállóhely vagy Kisszekeres megállóhely a MÁV Nyíregyháza–Mátészalka–Zajta-vasútvonalán, de mindhárom 15-20 kilométerre van a községtől.

## Története
Botpalád már az őskorban is lakott hely volt. Régen nagy erdőség vette körül, irtásos falu volt, ami a folyók árvízmentes magaslatán keletkezett.
A három irtásos falut Paládságnak is nevezték: Kispalád, az ukrán részre került Nagypalád és Botpalád tartozott hozzá.
Nevét már 1429-ben is Both palad alakban írták. A Palád helységnév a mocsár, vizenyős terület jelentésű, latin palladiumból származik, és a Paládok, a ma már a határon túl lévő Nagy-, valamint Bot- és Kispalád neve is a feneketlen sárral hozható kapcsolatba. Botpalád azért Bot-palád, mert áradáskor gólyalábakon, bottal jártak a faluban az emberek.
1410-ben Csaholyi Dienes birtoka. A Csaholyiakat 1429-ben ujból beiktatják részeikbe.
1479-ben Malomvízi Kenderes János szerez benne részbirtokot.
1490-ben a Rozsályi Kún család a birtokos itt.
Amikor a Csaholyi család fiú ága kihalt a 16. század közepén a Csaholyi lányokat fiúsították, s iktatták be itteni birtokukba.
A 18. század végén főbb birtokosai a gr. Barkóczy, gr. Teleki, Kállay, Fülep, Pinkóczy, Tasnádi, Kozák és más nemes családok. A 19. században jelentős birtokot szereztek a községben a gr. Cseszneky örökösök, valamint a Varga, Kánya, Thury és Papp nemzetségek.

## Közélete

### Polgármesterei
- 1990–1994: Varga Bertalanné (Agrárszövetség))[3][4]
- 1994–1998: Varga Bertalanné (MSZP)[5][6]
- 1998–2001: Varga Bertalanné (független)[7][8]
- 2001–2002: Gyurkó András (független)[9][10]
- 2002–2006: Gyurkó András (független)[11][12]
- 2006–2010: Gyurkó András (független)[13]
- 2010–2014: Gyurkó András (független)[14]
- 2014–2015: Gyurkó András (független)[15]
- 2015–2019: Gyurkó László (független)[16]
- 2019–2024: Gyurkó László (Fidesz–KDNP)[17]
- 2024– : Gyurkó László (Fidesz–KDNP)[1]

A településen 2001. március 4-én időközi polgármester-választást tartottak, mert az előző faluvezetőnek – még tisztázást igénylő okból – megszűnt a polgármesteri tisztsége.
2015. november 22-én újból időközi polgármester-választást kellett tartani Botpaládon, az előző polgármester halála okán.

## Népesség
A település népességének változása:
| Lakosok száma | 654  | 686  | 738  | 843  | 624  | 622  | 606  |
|               | 2013 | 2014 | 2015 | 2021 | 2022 | 2023 | 2024 |

2001-ben a település lakosságának 87%-a magyar, 13%-a cigány nemzetiségűnek vallotta magát.
A 2011-es népszámlálás során a lakosok 93,1%-a magyarnak, 17,2% cigánynak, 2,8% ukránnak mondta magát (6,9% nem nyilatkozott; a kettős identitások miatt a végösszeg nagyobb lehet 100%-nál). A vallási megoszlás a következő volt: római katolikus 3,1%, református 80,8%, görögkatolikus 1,1% (10,8% nem válaszolt).
2022-ben a lakosság 87,7%-a vallotta magát magyarnak, 20,5% cigánynak, 0,6% ukránnak, 0,3% horvátnak, 0,2-0,2% görögnek, ruszinnak és lengyelnek, 0,5% egyéb, nem hazai nemzetiségűnek (12,3% nem nyilatkozott; a kettős identitások miatt a végösszeg nagyobb lehet 100%-nál). Vallásuk szerint 1,4% volt római katolikus, 64,3% református, 3% görög katolikus, 0,3% egyéb keresztény, 0,3% ortodox, 4,5% felekezeten kívüli (26% nem válaszolt).

## Nevezetességei
- Református temploma 1812-ben épült, későbarokk stílusban, majd 1857-ben átalakították. Famennyezete 1841-ben készült.